# 그웬 아라우조
그웬 앰버 로즈 아라우조(Gwen Amber Rose Araujo, 1985년 2월 24일 ~ 2002년 10월 3일)는 미국의 트랜스여성이다. 원래 이름은 에드워드 아라우조 주니어(Edward Araujo, Jr.)였고, 캘리포니아주 뉴어크 시에서 살해당했다. 네 명의 남자가 살해에 가담했는데, 그 중 두 명은 아라우조에게 성적 호감을 느꼈으나 아라우조가 해부학적으로 남성(성전환 수술을 받지 않음)이라는 것을 알게 되자 돌변하여 구타하고 목을 졸라 죽였다. 살해 가담자 중 두 명이 2급 살인죄 혐의에 유죄를 선고받았으나, 증오범죄에 관해서는 유죄 선고를 받지 않았다. 나머지 두 공범은 반성을 호소하며 살인 혐의에 대해 변론하지 않았다. 공판 중 최소 1회 이상 "트랜스패닉 방위" 개념이 언급되었다.

## 같이 보기
- 브랜던 티나
- 트랜스젠더 살인사건 목록
- 트랜스젠더 추모의 날